# Matt Keikoan
Matt Keikoan (... , ..-..-1968) is een Amerikaans professioneel pokerspeler van Samoaanse afkomst. Hij won onder meer het $2.000 No Limit Hold'em-toernooi van de World Series of Poker 2008 (goed voor een hoofdprijs van $550.601,-) en het $10.000 Limit Hold'em Championship-toernooi van de World Series of Poker 2010 (goed voor $425.969,-).
Keikoan verdiende tot en met juni 2014 meer dan $2.000.000,- in (live-)pokertoernooien (cashgames niet meegerekend). Voor hij prof werd, kreeg hij acht jaar betaald om te pokeren in een casino om daarmee actie te genereren aan de tafels (als prop player).

## Wapenfeiten
Keikoan begon in 2002 met het winnen van relatief kleine bedragen in pokertoernooien in de regio Los Angeles - Las Vegas. De World Series of Poker (WSOP) 2004 was de eerste waarop hij zich in het prijzengeld speelde. Hij eindigde als elfde in het 5.000 Limit Hold'em-toernooi. Twee weken later speelde Keikoan zich op de $10.000 No Limit Hold'em Final Day van de Mirage Poker Showdown 2004 ook voor het eerst in het geld op een toernooi van de World Poker Tour (WPT).
Voor het einde van 2010 won Keikoan prijzengeld in dertien WSOP-toernooien en in zes WPT-toernooien, allemaal met Texas Hold 'em (Limit en No Limit). Daarbij haalde hij finaletafels van twee toernooien in de WSOP, die hij allebei won. Zijn hoogtepunten op de WPT waren een vijfde plaats in het $9.600 No Limit Hold'em - Championship Event van de Bay 101 Shooting Stars 2010 in San Jose (goed voor $175.700,-) en een zevende plaats in het $9.500 No Limit Hold'em - Championship Event van Legends of Poker 2008 in Los Angeles (goed voor $140.830,-).
Buiten de officiële WSOP- en WPT-evenementen won hij het $5.150 No Limit Hold'em - Main Event van het WSOP Circuit 2009 bij Harveys Lake Tahoe, goed voor $106.435,-.

## WSOP-titels
| Jaar                       | Toernooi                           | Prijs      |
| -------------------------- | ---------------------------------- | ---------- |
| World Series of Poker 2008 | $2.000 No-Limit Hold'em            | $550.601,- |
| World Series of Poker 2010 | $10.000 Limit Hold'em Championship | $425.969,- |